# NGC 2512
NGC 2512 è una galassia a spirale barrata situata nella costellazione del Cancro, a una distanza di circa 236 milioni di anni luce dalla nostra Via Lattea.

## Scoperta
La galassia è stata scoperta il 10 febbraio 1787 dall'astronomo britannico di origine tedesca William Herschel.

## Descrizione
NGC 2512 è una galassia starburst e la maggiore attività di formazione stellare ha luogo nella zona centrale della galassia che appare molto luminosa. 
La galassia ha una classe di luminosità II e presenta una larga riga a 21 cm dell'idrogeno neutro.
Il nucleo di NGC 2512 presenta emissioni nell'ultravioletto; la galassia è stata inserita nel catalogo di Markarian con il codice Mrk 384 (MK 384).